# Sloup svatého Floriána (Bratislava)

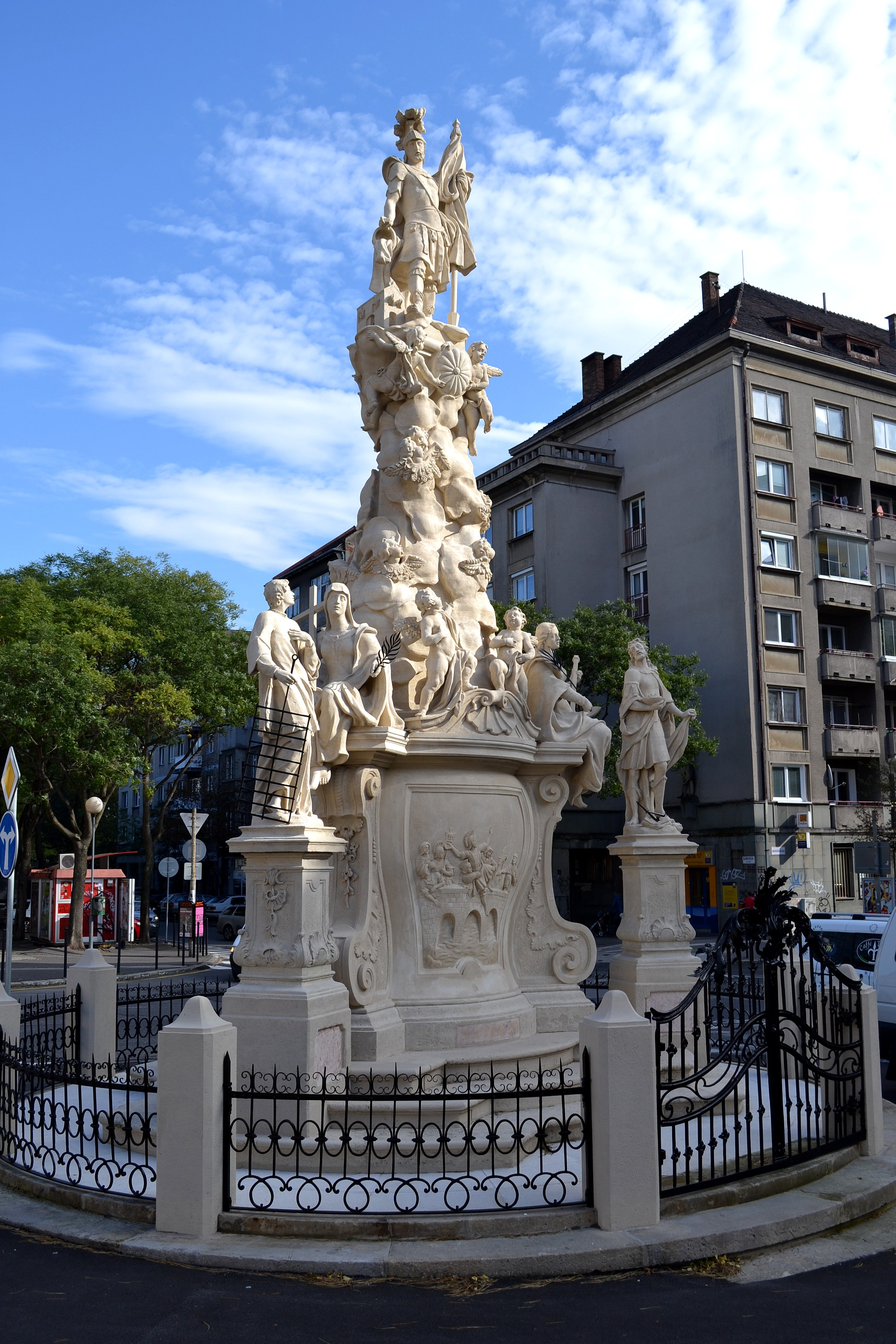
celkový pohled na sloup svatého Floriána na Floriánském náměstí v Bratislavě

Sloup svatého Floriána je barokní architektonicko-umělecké dílo v bratislavské městské části Staré město na Floriánském náměstí před kostelem Nanebevzetí Panny Marie. Jde o národní kulturní památku SR zapsanou v Ústředním seznamu kulturních památek (pod číslem 303/1), za kulturní památku objekt vyhlásili 23. října 1963.

## Historie a vzhled sloupu
Sloup postavili v roce 1732 jako upomínku na velký požár v Bratislavě, a právě z tohoto důvodu je sousoší pojmenované po svatém Floriánovi, který je patronem hasičů. Jde o kamenný obeliskový sloup postavený v barokním stylu, který je vyzdobený dekorativní sochařskou a reliéfní výzdobou s prvky rokoka.
Je vyroben z bílého tesaného rakouského vápence a umělého kamene, ohrada sousoší je z hořického pískovce. Součástí sousoší je i zdobená kovová mříž.
Zhotovitelem byla bratislavská podonnerovská Godeho kamenosochařská dílna Kryštofa Rentforta. Doplňky vytvořila Sartoryho dílna a kovové části sousoší pochází z dílny Smidely.
Výška sousoší je 8.55 m a jeho průměr je 7.33 m. Na sousoší jsou umístěny basreliéfy, které zobrazují momenty ze světcova života:
- Hození světce do vody Enns
- Vynesení těla světce na břeh
- Převážení těla světce

Na hlavici sloupu je umístěna socha svatého Floriána oblečeného do oděvu římského vojáka - má plášť, pancíř, kopí i přilbu s typickým chocholem. Světec v jedné ruce drží džbán a v druhé ruce zástavu - tyto dva symboly totiž patří mezi světcovy atributy. Na samostatných podstavcích se nacházejí sochy svatého Vavřince a svatého Štěpána prvomučedníka, které byly na sousoší přidány až později.
Původně bylo sousoší umístěno na prostranství tržiště v blízkosti někdejší Laurinské brány v centru Bratislavy (dnes je to dolní část Náměstí SNP při vyústění Štúrovy a Laurinské ulice). Na tomto místě stálo téměř dvě stě let. Při přestavbě Kamenného náměstí a rozšiřování přilehlé Štúrovy ulice ho v roce 1938 přestěhovali k Blumentálu. na náměstí, na které sousoší osadili a po něm i pojmenovali.

## Současnost
V roce 2005 se začaly restaurátorské práce, ale z finančních důvodů byly o dva roky později pozastaveny, a to až do roku 2013, kdy se práce na sousoší obnovili. V květnu roku 2014 zrekonstruované sousoší odhaleno a od té doby tvoří působivou dominantu této části města.